# Газарян, Сурен Владимирович
Сурен Владимирович Газарян (род. 8 июля 1974 года, Краснодар, СССР) — российский общественный деятель, бывший член Совета «Экологической вахты по Северному Кавказу». Член Координационного Совета российской оппозиции.

## Биография
Родился 8 июля 1974 года в Краснодаре. С 1993 года начал активно заниматься спелеологией. Самостоятельно, в составе Краснодарской спелеосекции и совместно со спелеоклубом МГУ изучил многие Кавказские пещеры. В них основное внимание уделял изучению и охране летучих мышей. В 2001 году был избран председателем комиссии по охране пещер Российского союза спелеологов, является координатором Российского союза спелеологов по Краснодарскому краю. В 1996 году закончил Кубанский государственный университет, в 2001 — аспирантуру института проблем экологии и эволюции им. А. Н. Северцова РАН, где защитил диссертацию по теме «Эколого-фаунистический анализ населения рукокрылых (Chiroptera) Западного Кавказа» и получил научную степень кандидата биологических наук. По специальности зоолог.
С 2004 года до отъезда в Эстонию в конце 2012 года работал в Институте экологии горных территорий КБНЦ РАН в должности старшего научного сотрудника лаборатории разнообразия позвоночных животных. Опубликовал более 60 научных работ.
Член авторского коллектива Красных книг Краснодарского края, республики Адыгея, Кабардино-Балкарии, Дагестана, Ростовской области.
Представитель России в научном комитете международного соглашения UNEP/Eurobats.
В 2004 году вошёл в состав общественной организации «Экологическая вахта по Северному Кавказу». С 2005 года является членом Совета этой организации. В апреле 2015 года покинул ЭкоВахту «из соображений личной гигиены». В качестве причины выхода назвал поступки координатора Андрея Рудомахи, который «так и не понял, что люди и репутация важнее личных амбиций».
Защищая права граждан на благоприятную окружающую среду, смог предотвратить строительство олимпийских объектов в Сочинском национальном парке, дорог к резиденции «Лунная поляна» в Кавказском заповеднике, физкультурно-оздоровительного центра Управления делами Президента РФ в заказнике «Большой Утриш», добиться отмены решений о строительстве многих опасных производств.

## Общественная деятельность
С середины 2000-х годов Газарян упоминался в СМИ как активный защитник природы и культурных памятников Кубани и Кавказа. В 2005—2006 годах руководил природоохранным проектом «План действий по сохранению уязвимых рукокрылых Всемирного Наследия Западный Кавказ». В 2005 году он, выступая в прессе, сообщал о критическом состоянии двух расположенных в Хостинском районе города Сочи пещер с памятниками эпохи палеолита. По данным эколога, памятники оказались под угрозой уничтожения из-за действий арендаторов, которые брали с туристов плату за посещение пещер и «благоустраивали» палеолитические памятники, «выгребая» вместе с грунтом культурный слой с археологическими находками.
Газарян распространял в СМИ информацию об опасности для природы Краснодарского края строительства объектов к зимним Олимпийским играм 2014 года в Сочи. В 2009 году вместе с Андреем Рудомахой был задержан после того, как активисты в течение нескольких часов препятствовали незаконной вырубке деревьев, занесённых в Красную книгу РФ при строительстве дороги «Адлер — Красная Поляна». В отношении Газаряна и Рудомахи были составлены протоколы по фальшивым обвинениям в «неповиновении законным требованиям сотрудника милиции» и «нарушении пограничного режима». При этом Газарян был травмирован бензопилой, когда мешал незаконной рубке Помимо того, Газарян выступал против незаконной добычи строительных известняка на территории Сочинского национального парка, а также распространял информацию об опасности для олимпийского Сочи мусорного полигона, строительство которого было санкционировано властями Краснодарского края.
В январе 2009 года Газарян был одним из лидеров блокады незаконного строительства дороги к проектируемой резиденции Управления делами президента РФ в заказнике Большой Утриш. Строительство дороги было остановлено и до настоящего времени не ведётся.
В 2010 году Газарян подал судебный иск, в результате которого был отменён приказ об утверждении положительного заключения государственной экологической экспертизы проекта строительства этой дороги, что сделало невозможным легальное продолжение её строительства.
12 декабря 2010 года во время митинга в защиту Утриша был задержан вместе с Андреем Рудомахой и Дмитрием Шевченко, при задержании сотрудники милиции применяли физическую силу, а лейтенант Кущевский заявил, что Газарян укусил его за руку, Однако проверка Следственного комитета не нашла в действиях Газаряна состава преступления, а в 2011 году действия полицейских при задержании Газаряна и Шевченко были признаны незаконными решением Прикубанского районного суда г. Краснодара.
Весной 2012 года в результате совместных действий Газаряна и российского Гринпис прокуратура приостановила конкурс на «подготовку материалов комплексного экологического обследования в целях ликвидации государственного заказника Большой Утриш и изменения границ и площади заказника 'Абрауский'».
В 2010—2011 годах Газарян вместе с другими участниками «Экологической вахты по Северному Кавказу» поддерживал требования жителей Туапсе, выступивших против введения в эксплуатацию принадлежащего компании ЕвроХим Туапсинского балкерного терминала, где должна была осуществляться «перевалка сухих гранулированных минеральных удобрений». По мнению экологов и местных жителей, это могло ухудшить экологическую обстановку в Туапсе. Однако представители ЕвроХима утверждали, что терминал построен по современным технологиям и угрозы не представляет. В августе 2011 года он начал свою работу.
В ночь на 7 июля 2012 года в Краснодарском крае случилось крупное наводнение, в результате которого погибло более 170 человек; больше всего потерь, почти 150 человек, пришлось на город Крымск. Газарян на следующий же день после трагедии приехал в Крымск, чтобы помочь местным жителям. В СМИ публиковались предположения, согласно которым катастрофа имела техногенную природу и могла быть вызвана сбросом воды из Неберджаевского водохранилища. Газарян опровергал эту версию, утверждая, Крымск и соседствующая с ним станица Нижнебаканская были «обречены на затопление самим своим расположением в пойме реки». По его мнению, «мифическая семиметровая волна», которая внезапно обрушилась на Крымск, была выгодна властям региона «в качестве оправдания» своего бездействия. В том же году выступил против запрета в России фильма «Невинность мусульман».

## Уголовное дело о заборе «дачи Ткачёва»
Герасименко: Вы знаете, кто такой Сурен Газарян?
Ткачёв: Слышал.
Герасименко: Он и "Экологическая вахта по Северному Кавказу" обвиняют вас в незаконном захвате земель лесного фонда и береговой полосы и незаконной вырубке занесённых в Красную книгу сосен. Газарян получил три года условно за надпись на вашем заборе. Забор всё-таки ваш или нет?
Ткачёв: Земля в аренде у предприятия, о котором я уже говорил,— "Агрокомплекса". А он не надпись делал — за надпись три года не дадут. А ведь до чего там дошло? Он поломал там забор, снял себя на видео и в YouTube распространил. Сегодня он загородку, предположим, Ткачёву поломал, завтра — Петрову, потом Иванову, нормально это вообще? А потом муси-пуси идут в храм и танцуют. Это же беспредел! …
Широкую известность получили факты арестов и судебного преследования в связи с участием Газаряна в общественной кампании против захвата лесного фонда и береговой полосы под дачу губернатора Кубани Александра Ткачёва в Голубой бухте (вблизи от посёлка Джубга).
За участие в феврале 2011 года в акции-пикнике на «даче Ткачёва», Сурен вместе с тремя другими активистами «Экологической вахты по Северному Кавказу» был задержан и подвергнут аресту на 7 суток по обвинению в «неподчинении законным требованиям сотрудников полиции».
В 2011 году вместе с группой гражданских активистов принял участие в акции по нанесению надписей «Саня — вор!», «Лес — общий!» и т. п. на заборе вокруг «дачи Ткачёва».
После этого вместе с активистом «Экологической вахты по Северному Кавказу» Евгением Витишко стал одним из главных фигурантов уголовного дела о заборе «дачи Ткачёва». Это дело было возбуждено в декабре 2011 года, одним из обвиняемых «в нанесении „ущерба забору“ из хулиганских побуждений» стал Газарян. В мае 2012 года над Газаряном и Витишко начался судебный процесс. В результате их приговорили к трём годам условного заключения с двухлетним испытательным сроком. Союз солидарности с политзаключёнными признал Сурена Газаряна и Евгения Витишко «лицами, преследуемыми по политическим мотивам».

## Уголовное дело о «Дворце Путина»
Дворец на мысе Идокопас стоимостью более 1 млрд долларов изначально строился для управления делами Президента РФ. За счёт бюджета ко дворцу были проложены дороги, газопровод и ЛЭП, но в 2011 году он был приватизирован ООО «Индокопас» вместе с земельным участком (что по закону сделать на землях курорта Геленджик невозможно). Схему финансирования строительства дворца путём легализованных откатов в декабре 2010 раскрыл Сергей Колесников в своём письме бывшему Президенту Медведеву. Письмо остаётся без ответа. Остаются без ответа обращения «Экологической вахты» и «Гринписа» по поводу незаконных рубок на территории дворца, ущерб от которых превышает 2,7 млрд рублей. В феврале 2011 года возле дворца на мысе Идокопас Сурена Газаряна вместе с Дмитрием Шевченко и Екатериной Соловьёвой сначала задержали сотрудники федеральной службы охраны, а потом ограбили охранники ЧОП «Рубин». Пытаясь привлечь старшего лейтенанта ФСО России Альберта Никитина к ответственности за незаконное задержание, Суреном был подан иск в суд. Суд пришёл к очень интересному выводу — старший лейтенант ФСО Никитин и другие лица, одетые в форму этой службы, на самом деле были сотрудниками ЧОП «Рубин», которые «в нерабочее время были одеты в камуфляжную форму с различными нашивками, приобретённую в сети военторгов». После этого инцидента «дворец» вместе с его владельцем ООО «Индокопас» был перепродан некой кипрской компании, собственником которой назвал себя бизнесмен Александр Пономаренко. Но по мнению Сергея Колесникова, реальным собственником этого офшора остаётся Владимир Путин.
В августе 2012 года было возбуждено дело по статье 119 ч. 1 «Угроза убийством или причинением тяжкого вреда здоровью». Заявление написали охранники «Дворца Путина», которые утверждают, что Сурен «угрожал убийством» трём вооружённым охранникам, а именно бросал в них камнями и угрожал физической расправой. Появилось оно после инспекции, во время которой Газарян обнаружил незаконную стройку — в акватории Чёрного моря возле «Дворца» начали возводить причал для яхт. 16 ноября 2012 г. был объявлен СК РФ в федеральный розыск.
21 декабря 2012 года международная организация Human Rights Watch сообщила, что Сурен Газарян покинул территорию РФ. По словам Газаряна, он «пересёк границу с Украиной, оттуда уехал в Грузию», после чего «сделал гостевую визу в Эстонию и обратился за международной защитой». Через полгода после обращения ему было предоставлено политическое убежище в Эстонии,  затем получил работу в Бонне (Германия) в программе ООН по окружающей среде, в секретариате соглашения по охране европейских популяций летучих мышей (UNEP/EUROBATS).
«Через два дня после получения статуса политического беженца Газарян, отвечая на вопрос журналиста DW, осталась ли его семья в России, отметил: «Когда я уехал, то попытки давления были, но потом они прекратились. Так что они достаточно спокойно живут», а на вопрос, виделся ли он с тех пор с семьёй, ответил: «Дети приезжали ко мне в гости на зимние каникулы».

## Награды и благодарности
В 2011 году Газарян был награждён специальным призом «За охрану природы России», учреждённым Советом Государственной думы РФ по устойчивому развитию совместно с Российским экологическим союзом и ассоциацией Росэкопресс.
В 2012 году председатель Совета по развитию гражданского общества и правам человека при Президенте РФ вручил Сурену Газаряну, члену рабочей группы по экологии, благодарственное письмо за активный вклад в работу Совета.
6 июня 2013 года стал лауреатом российской Ежегодной Национальной Экологической премии, ему была присуждена премия «Экология и гражданское общество».
В 2014 году Сурен Газарян стал лауреатом экологической премии Голдманов (The Goldman Environmental Prize).